# Fedora (peça)

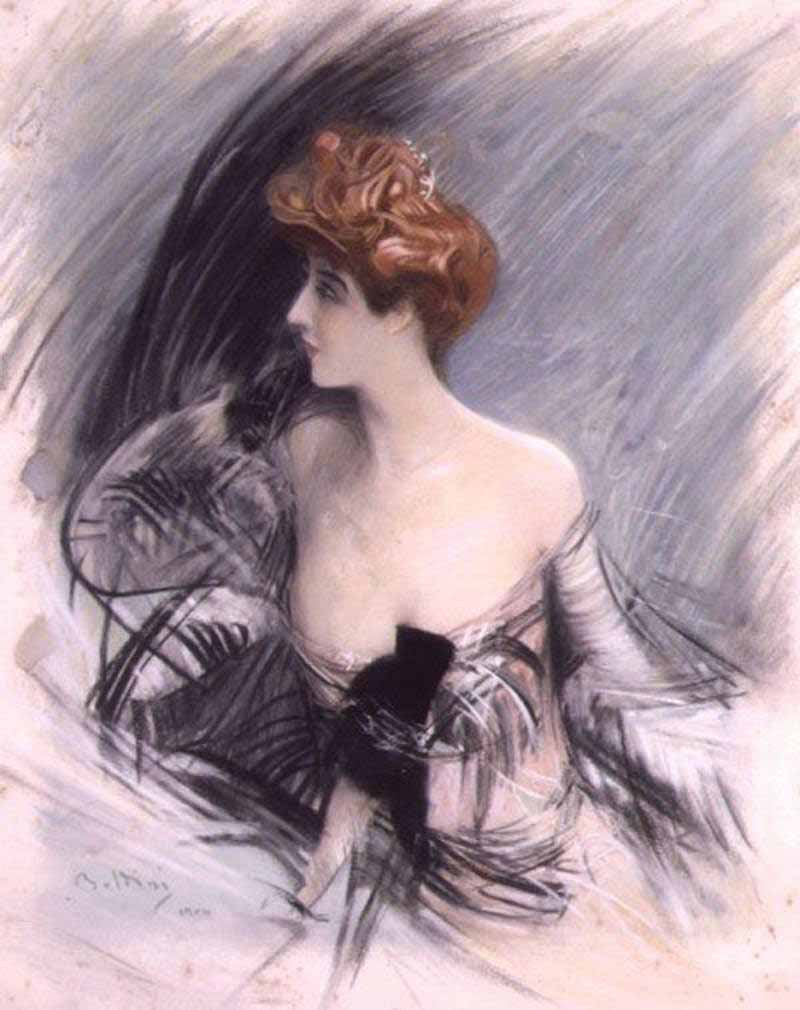
Sarah Bernhardt, a musa para quem a peça foi escrita.
(por Boldini, c. 1880)

Fédora (ou, como se apresentou em vários países, Fedora) foi uma peça teatral de autoria de Victorien Sardou, que inspirou a ópera de homônima de Umberto Giordano, Fedora, escrita para ser representada pela atriz Sarah Bernhardt, em 1882.

## Sinopse
A peça narra a história de Fedora Romazoff, que vive um drama amoroso na Rússia tzarista: seu noivo, o Conde Vladimir Andreievich, é assassinado e suspeitam que o autor do crime seja o subversivo Conde Loris Ipanov. Após jurar vingança, depois de algum tempo Fedora e Loris se apaixonam e ela descobre que na verdade estava sendo traída pelo falecido noivo e que, como vingança, levara injustamente à morte dois parentes do novo amado. Sob o peso de seu ato, ela comete o suicídio nos braços dele.

## Crítica
Para Clayton Hamilton, esta obra além de haver sido escrita para Sarah Bernhardt, foi mais uma das peças de Sardou que ficaram presas às limitações de sua musa: tanto para suas qualidades, quanto para seus defeitos em cena.